# Baltassí
Baltassí (rus: Балтаси; tàtar: Балтач) és un possiólok de la República del Tatarstan, a Rússia. El 2018 tenia 8.288 habitants.